# Anolis vanzolinii
Anolis vanzolinii (аноліс Ванзоліні) — вид ігуаноподібних ящірок родини анолісових (Dactyloidae). Ендемік Еквадору. Вид названий на честь бразильського герпетолога Пауло Ванзоліні.

## Поширення і екологія
Аноліси Ванзоліні мешкають в Андах на північному заході провінції Сукумбіос, біля кордону з Колумбією. Вони живуть в гірських вічнозелених тропічних лісах, на висоті від 1950 до 2630 м над рівнем моря.

## Збереження
МСОП класифікує цей вид як такий, що перебуває на межі зникнення. Anolis vanzolinii загрожує знищення природного середовища.